# Lenny Randle
Lenny Randle (Long Beach, California; 12 de febrero de 1949-Murrieta, California; 29 de diciembre de 2024) fue un beisbolista estadounidense que jugó doce temporadas con cinco equipo en las posición de infielder. Además de jugar al fútbol americano y como segunda base para el equipo de béisbol Arizona State Sun Devils , campeón de la NCAA en 1969, Randle se graduó con una licenciatura en Ciencias. 
Randle murió en Murrieta, California, el 29 de diciembre de 2024, a la edad de 75 años.

## Carrera

### Universidad
A nivel universitario jugó para los Arizona State Sun Devils en la posición de segunda base por sobre la idea de jugar en la MLB luego de ser seleccionado por los St. Louis Cardinals en el draft de 1967 en la décima ronda en la posición 190. También jugó fútbol americano y se graduó de bachiller en ciencias.

### Washington Senators
Randle fue seleccionado en la décima posición global en el Draft de 1970 por los Washington Senators. Luego de una temporada en las ligas menores, Randle debutó con los Senators en la posición de segunda base en 1971. Su debut en la MLB fue el 16 de junio, donde bateó de 1-for-4 en la derrota por 1-5 ante los Oakland Athletics. fue enviado de manera intermitente a las ligas menores hasta que fue subido al recién formado Texas Rangers en las primeras tres temporadas de existencia de la franquicia, aunque en 1973 pasó en el equipo de Triple-A Spokane Indians.
Randle tuvo un gran año en 1974 donde su promedio de bateo fue de .302 con un cuadrangular, 49 RBI, 26 bases robadas y 65 carreras anotadas en 151 mientras que jugaba en las posiciones de segunda base, tercera base y a veces como outfielder. Pasó jugando esas tres posiciones para la temporada de 1975 pero fue colocado como segunda base titular para 1976.

#### Pelea de 1974
En un partido en Arlington entre Texas Rangers ante los Cleveland Indians el 29 de mayo de 1974 en la parte baja de la octava entrada, Randle dio un toque de bola ante Milt Wilcox, bola que luego Wilcox tomó y la lanzó a la espalda de Randle. Pero como Wilcox se puso a temblar, Randle cambió de dirección y fue a aplastar a Wilcox. Como Randle continuaba su ruta hacia la primera base, fue tackleado por otro jugador de los Indians y fue expulsado. Luego de eso se armó la bronca donde se vaciaron las bancas de ambos equipos. El incidente está relacionado con el motín de 10 Cent Beer Night en Cleveland el 4 de junio de 1974.

#### Puñetazo de 1977
Durante los entrenamientos de primavera de 1977, la primera selección del Draft de 1975, Bump Wills, iba atomar el puesto de Segunda base por sobre Randle. El 28 de marzo de ese año los Rangers viajaron a Orlando, Florida para un juego de pretemporada ante los Minnesota Twins. Durante la práctica de bateo una hora antes de iniciar el partido, Randle se acercó al mánager de los Rangers Frank Lucchesi donde le reclamó que Lucchesi lo llamara "vago", lo que Lucchesi negó. Randle le dio tres puñetazos en la cara a Lucchesi antes de ser detenido por los asistentes.
Lucchesi estuvo hospitalizado por una semana, y fue necesario hacerle una cirugía plástica para reconstruir la cara que Randle le partió en tres. También le lastimó el riñón y la espalda. Los Rangers suspendieron a Randle por 30 días sin paga y multado con $10,000. El 26 de abril, antes de que se completara su suspensión, los Rangers lo cambiaron a los New York Mets por  dinero y Rick Auerbach.
Randle fue acusado por agresión y se declaró no culpable en una corte en Florida, donde fue multado con $1,050. Los Rangers terminaron despidiendo a Lucchesi el 21 de junio. Lucchesi demandó a Randle por $200,000, pero solo recibió $20,000.

### New York Mets
Randle fue titular con los Mets en la segunda base. Durante la temporada Roy Staiger solo bateaba para .236 con un cuadrangular y ocho carreras impulsadas, por lo que Randle fue cambiado a tercera base por Joe Torre, que llegó a reemplazar a Joe Frazier como mánager.
Randle dio la carrera de la victoria en extra innings ante los Montreal Expos el 9 de julio en el Shea Stadium en el 17.º inning con un cuadrangular ante Will McEnaney. Cuatro días después iba a batear con los Mets en el Shea Stadium cuando se dio el Apagón de Nueva York de 1977.
En esa temporada Randle bateó para .304 con cinco cuadrangulares, 27 RBI, marca personal de 33 bases robadas y 78 carreras anotadas en 136 partidos con los Mets. Sus números bajaron para 1978, donde su promedio de bateo pasó a ser de apenas .233 con dos cuadrangulares, 35 RBI, 14 bases robadas y 53 carreras anotadas en 132 partidos. Los Mets dejarían libre a Randle durante los entrenamientos de primavera en 1979.

### Años siguientes
Luego de ser liberado por los Mets, Randle firmó con los San Francisco Giants el 12 de mayo de 1979 y fue enviado al equipo de Triple-A en la Pacific Coast League de Phoenix. Luego fue cambiado junto a Bill Madlock y Dave Roberts a los Pittsburgh Pirates por Al Holland, Ed Whitson y Fred Breining el 28 de junio, pero sería enviado nuevamente a Triple-A. Luego de 24 partidos con los Portland Beavers, fue contactado por los New York Yankees el 3 de agosto. Promedió .179 con 3 RBI en 20 como outfielder con los Yankees.
El 21 de febrero de 1980 Randle firma con los Seattle Mariners como un jugador no perteneciente al roster, pero luego de terminados los entrenamientos de primavera, fue vendido a los Chicago Cubs. Bateó para .276 con cinco cuadrangulares, 39 RBI y 19 bases robadas con los Cubs donde fue el tercera base titular. On 18 de febrero de 1981, Randle returned to the Mariners as a free agent. En dos temporadas con los Mariners bateó para .223 con cuatro cuadrangulares y 26 RBI como suplente.
Con los Kansas City Royals visitando el Kingdome el 27 de mayo de 1981, el jardinero central de los Royals Amos Otis bateó un rodado a la tercera base en el sexto inning. Randle puso sus manos y rodillas sobre la línea de foul; pero los oficiales invalidaron la acción marcando interferencia, y marcaron el rodado como bueno. Luego de eso, Randle dijo que no hizo nada ilegítimo.
En sus 12 años de carrera jugó 1,138 partidos donde bateó para .257 (1,016-de-3,950) con 27 cuadrangulares, 488 carreras anotadas y 322 RBI.

### Italia
En 1983 Randle se convirtió en el primer estadounidense con experiencia en la MLB en jugar en Italia donde jugó en los equipos Nettuno Baseball Club y Fortitudo Baseball Bologna. Tuvo el récord del cuadrangular más largo en la Liga Serie-A1, el de más cuadrangulares y sencillos en una serie de tres partidos y el de más hits en una serie de tres partidos. Ganó el título de bateo en Italia con promedio de .477.
Luego de su estancia en Italia, Randle jugó para los St. Petersburg Pelicans en la Senior Professional Baseball Association. Durante el invierno jugó para los Leones de Caracas en Venezuela.